# Căn cứ hải quân

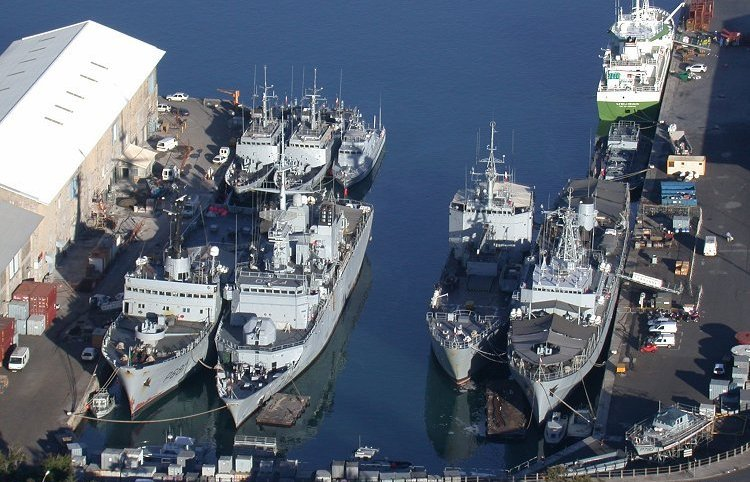
Một đội tàu Pháp trong Réunion: (từ trái sang) tàu tuần tra Albatros, tàu khu trục nhỏ Floréal, P400 La Rieuse và La Boudeuse, hiến binh Navale 's Jonquille, BATRAL La Grandière và Garonne, đằng sau một tàu chở dầu và tàu tốc hành Vetiver (ngoài nước).

Một căn cứ hải quân hoặc cảng quân sự là một căn cứ quân sự, nơi các tàu chiến và tàu hải quân được cập cảng khi họ không có nhiệm vụ trên biển hoặc muốn bổ sung. Thông thường căn cứ cũng có thể thực hiện một số sửa chữa nhỏ cho các tàu. Một số căn cứ hải quân là chỗ trú tạm thời cho các máy bay thường ở trên tàu nhưng đang được bảo trì trong khi tàu đang ở cảng.